# Kościół farny w Zofingen
Kościół farny (niem. Stadtkirche) – romańsko-gotycka świątynia w szwajcarskim mieście Zofingen, przy Kirchplatzu. Własność parafii reformowanej Zofingen-Strengelbach-Vordemwald.

## Historia
Romański kościół wzniesiono w XI wieku, był częścią klasztoru, który poświęcono św. Maurycemu. Kościół wielokrotnie przebudowywano. W 1646–1649, po reformacji, przebudowano wieżę kościoła, która zyskała barokowy wygląd. Podczas renowacji, 8 kwietnia 1981 roku, runął dach nad nawą główną, przez co remont zakończono dopiero w 1986 roku.

## Galeria

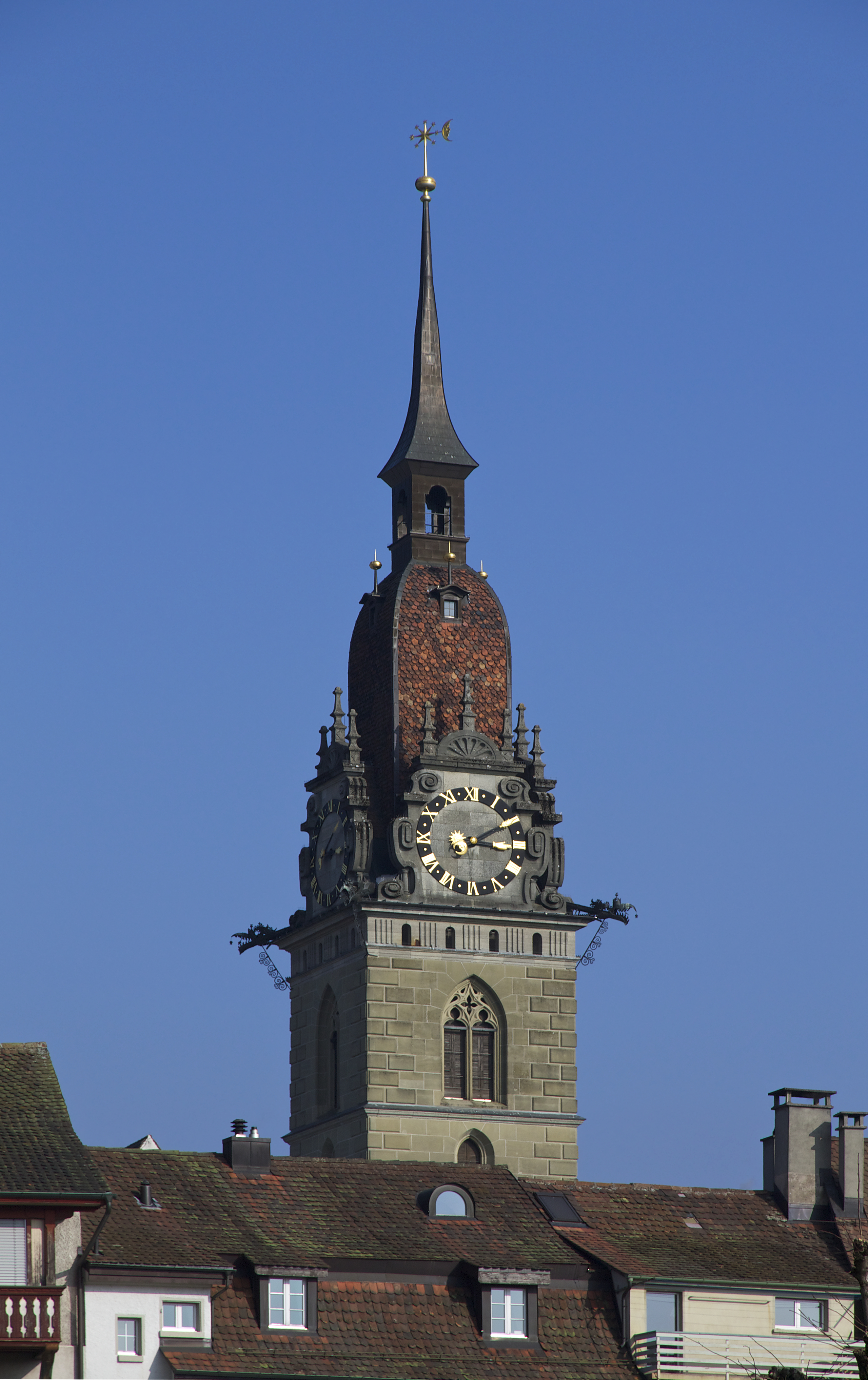
Hełm wieży
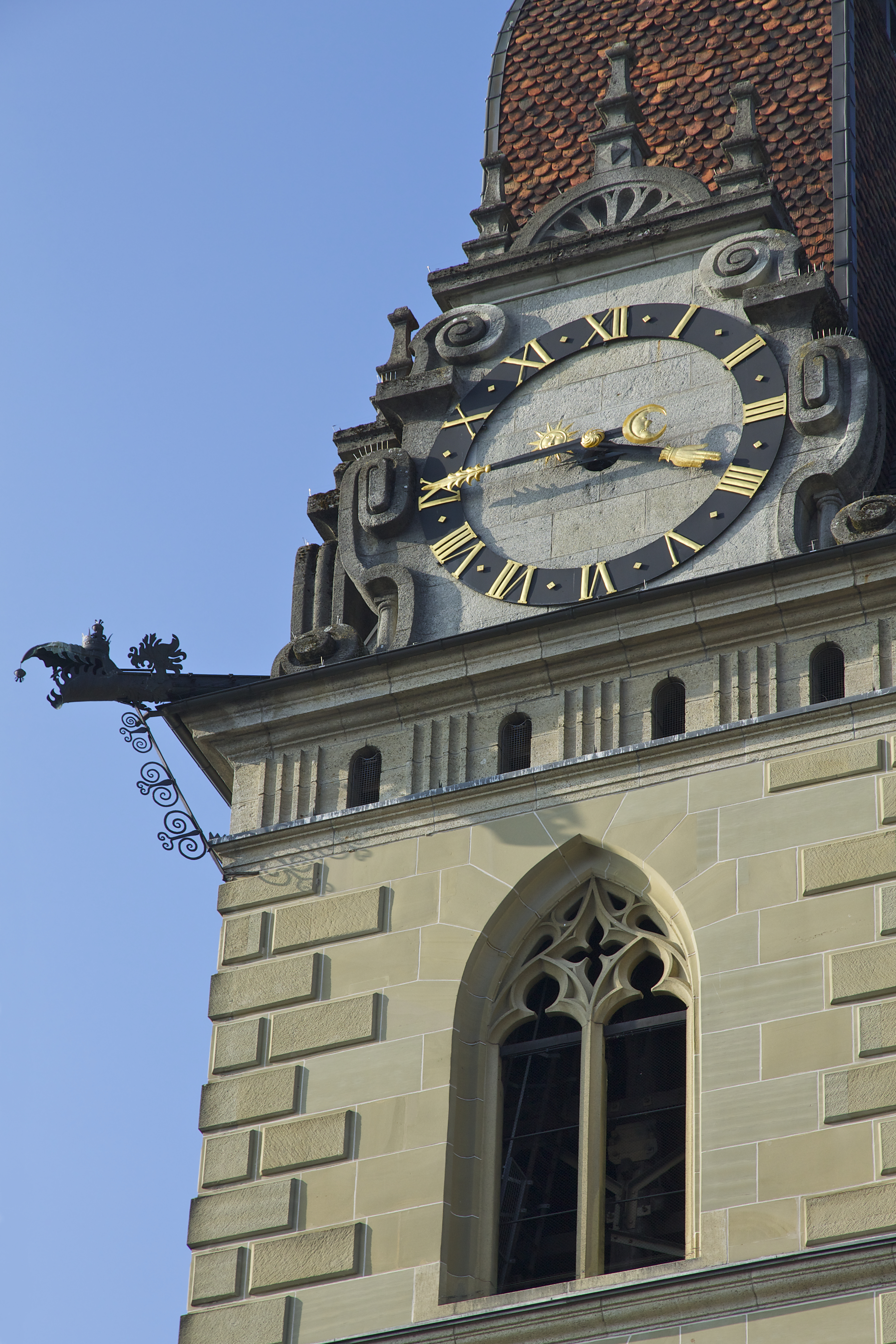
Zegar oraz jeden z rzygaczy
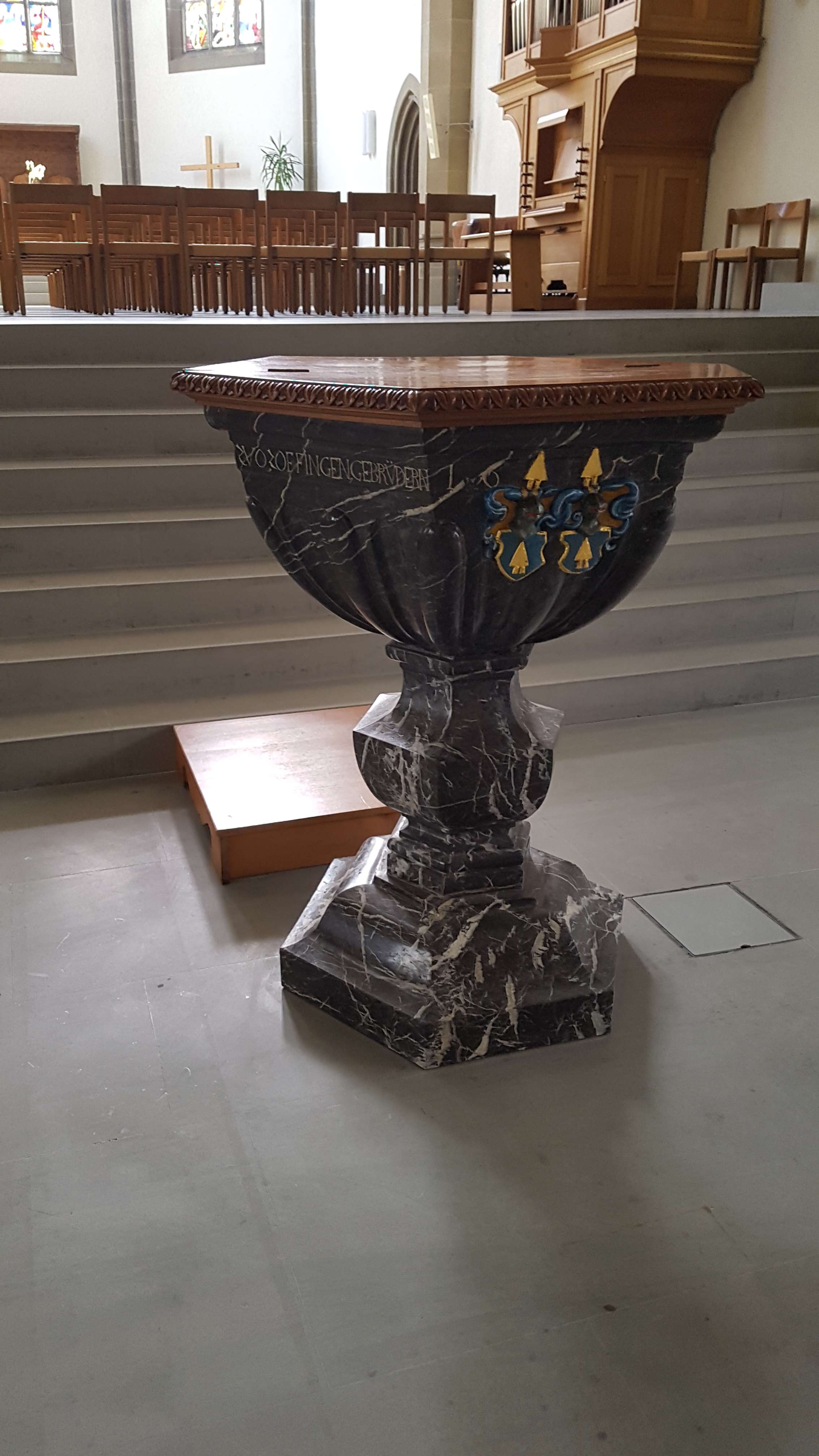
Chrzcielnica
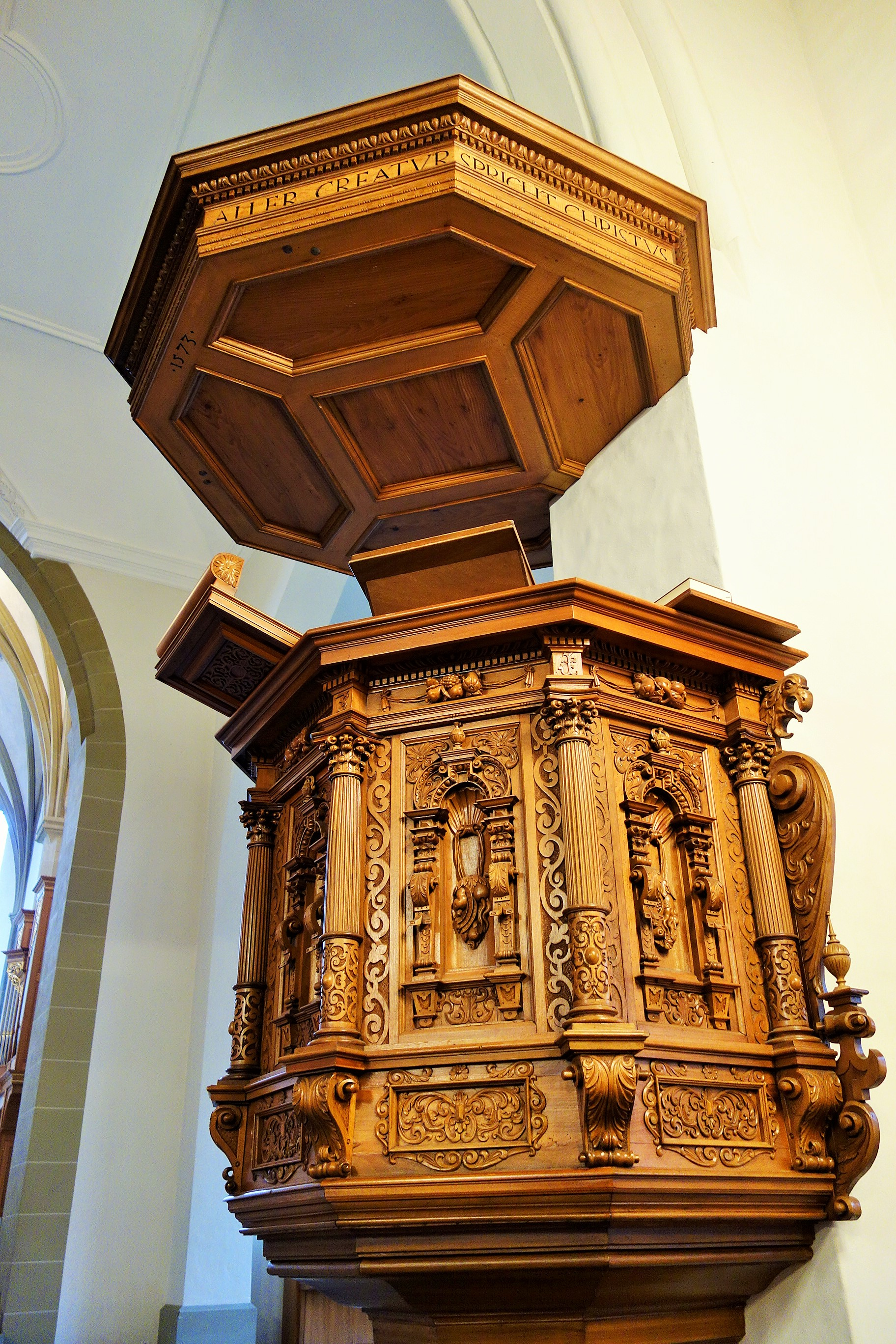
Ambona